# Чаффі (Міссурі)
Чаффі (англ. Chaffee) — місто (англ. city) в США, в окрузі Скотт штату Міссурі. Населення — 3057 осіб (2020).

## Географія
Чаффі розташоване за координатами 37°10′52″ пн. ш. 89°39′40″ зх. д. / 37.18111° пн. ш. 89.66111° зх. д. (37.181218, -89.661242).  За даними Бюро перепису населення США в 2010 році місто мало площу 4,79 км², з яких 4,65 км² — суходіл та 0,14 км² — водойми.

## Демографія
Згідно з переписом 2010 року, у місті мешкало 2955 осіб у 1204 домогосподарствах у складі 762 родин. Густота населення становила 618 осіб/км².  Було 1336 помешкань (279/км²).
Расовий склад населення:
| - 97,8 % — білих - 0,5 % — чорних або афроамериканців - 0,2 % — корінних американців - 0,1 % — азіатів |

До двох чи більше рас належало 1,3 %. Частка іспаномовних становила 1,3 % від усіх жителів.
За віковим діапазоном населення розподілялося таким чином: 26,1 % — особи молодші 18 років, 57,1 % — особи у віці 18—64 років, 16,8 % — особи у віці 65 років та старші. Медіана віку мешканця становила 36,4 року. На 100 осіб жіночої статі у місті припадало 93,0 чоловіків;  на 100 жінок у віці від 18 років та старших — 86,9 чоловіків також старших 18 років.
Середній дохід на одне домашнє господарство  становив 39 060 доларів США (медіана — 32 992), а середній дохід на одну сім'ю — 48 706 доларів (медіана — 41 047). Медіана доходів становила 37 344 долари для чоловіків та 24 286 доларів для жінок. За межею бідності перебувало 21,1 % осіб, у тому числі 15,4 % дітей у віці до 18 років та 17,1 % осіб у віці 65 років та старших.
Цивільне працевлаштоване населення становило 1098 осіб. Основні галузі зайнятості: освіта, охорона здоров'я та соціальна допомога — 29,2 %, роздрібна торгівля — 15,7 %, виробництво — 10,6 %, будівництво — 9,6 %.